# Arroyo del Mediano
Arroyo del Mediano är ett vattendrag i Spanien.   Det ligger i provinsen Provincia de Madrid och regionen Madrid, i den centrala delen av landet, 40 km norr om huvudstaden Madrid. Arroyo del Mediano ligger vid sjön Embalse de Santillana.